# Gasparinahla
Gasparinahla is een geslacht van vliesvleugelige insecten uit de familie Andrenidae

## Soorten
- G. megapalpae Patiny, 2001